# Železniční stanice Migdal ha-Emek – Kfar Baruch
Železniční stanice Migdal ha-Emek – Kfar Baruch (hebrejsky תחנת הרכבת מגדל העמק – כפר ברוך, Tachanat ha-rakevet Migdal ha-Emek – Kfar Baruch) je železniční stanice na nově postavené, respektive po víc než 60 letech obnovené, železniční trati Haifa–Bejt Še'an v severním Izraeli.
Leží v severní části Izraele, v Jizre'elském údolí, v nadmořské výšce cca 60 metrů. Je situována do zemědělské krajiny jihozápadně od města Migdal ha-Emek, poblíž vesnice Kfar Baruch. Na silniční síť je napojena prostřednictvím místní komunikace, která severovýchodně od stanice ústí do kapacitní silnice číslo 73. Severozápadně od stanice se rozkládá letecká základna Ramat David.
Stanice byla uvedena do provozu 16. října 2016 ráno, kdy z Haify do Bejt Še'anu vyjel první vlak v rámci běžného jízdního řádu. Již předtím, koncem srpna 2016, projela po trati první souprava v rámci testovacího provozu. Trať navazuje na původní železniční spojení, které v této oblasti fungovalo v 1. polovině 20. století. Tehdy se zde nacházela železniční stanice Kfar Baruch.